# City of Rockdale
City of Rockdale var en kommun i Australien. Den låg i delstaten New South Wales, i den sydöstra delen av landet, omkring 13 kilometer sydväst om delstatshuvudstaden Sydney. Antalet invånare var 106 712. Den är sedan 2016 en del av kommunen Bayside. 
Följande samhällen fanns i City of Rockdale:
- Arncliffe
- Brighton-Le-Sands
- Monterey
- Bexley North
- Bexley
- Banksia
- Bardwell Valley
- Dolls Point
- Ramsgate
- Ramsgate Beach
- Kyeemagh